# Sanfrecce Hirosima
A Sanfrecce Hirosima (japánul: サンフレッチェ広島, hepburn-átírásban: Sanfuretche Hiroshima) egy japán labdarúgóklub, melynek székhelye Hirosimában, Hirosima prefektúrában található. A klubot 1938-ban alapították Tojo Kogjo SC néven és a J. League Division 1-ben szerepel.
A japán bajnokságot 8 alkalommal (1965, 1966, 1967, 1968, 1970, 2012, 2013, 2015) nyerték meg. 
Hazai mérkőzéseiket a Edion Stadium Hirosimában játsszák. A stadion 45 000 néző befogadására alkalmas. A klub hivatalos színei a lila és a fehér. 
A csapat tulajdonosa a Mazda autógyár.

## Névváltozások
- 1938–70: Tojo Kogjo Sukju Club (東洋工業蹴球部?)
  - 1943–46: A játékost felfüggesztették a II. világháború miatt.
- 1971–80: Tojo Kogjo Soccer Club (東洋工業サッカー部?)
- 1981–83: Mazda Sports Club Toyo Kogyo Soccer Club (マツダスポーツクラブ東洋工業サッカー部?)
- 1984–85: Mazda Sports Club Soccer Club (マツダスポーツクラブサッカー部?)
- 1986–92: Mazda Soccer Club (マツダサッカークラブ?)

## Sikerlista
- Japán bajnok (8): 1965, 1966, 1967, 1968, 1970, 2012, 2013, 2015
- Japán másodosztályú bajnok (1): 2008

## Ismert játékosok
- Szató Hiszato
- Aojama Tosihiro
- Takagi Takuja
- Makino Tomoaki
- Mizumoto Hiroki
- Nisikava Súszaku
- Takahagi Jódzsiró
- Siotani Cukasza
- Moriszaki Kazujuki
- Aszano Takuma
- Morijaszu Hadzsime